# Sinophorus varianae
Sinophorus varianae là một loài tò vò trong họ Ichneumonidae.